# 생활치
생활치는 치수의 생활력이 있는 치아이다. 치수의 생활력이란 치수 내 혈류를 통해 산소등의 영양분을 공급하고 이산화탄소 등 대사산물을 거두어가는 신진대사를 의미한다.

## 치수 생활력 검사 방법[2]
- 전기치수검사
- 온도검사 냉자극을 치수에 가했을 때 치수신경이 반응하면 치수가 생활력을 가진것이다. 반응하지 않으면 실활치이다.